# Quebec Nordiques
Quebec Nordiques, (franc. Nordiques de Québec) – kanadyjski klub hokejowy z siedzibą w Quebecu. Drużyna występowała w latach w rozgrywkach WHA (1972–1979) i w NHL (1979–1995). W 1995 roku klub został przeniesiony do Denver.

## Historia

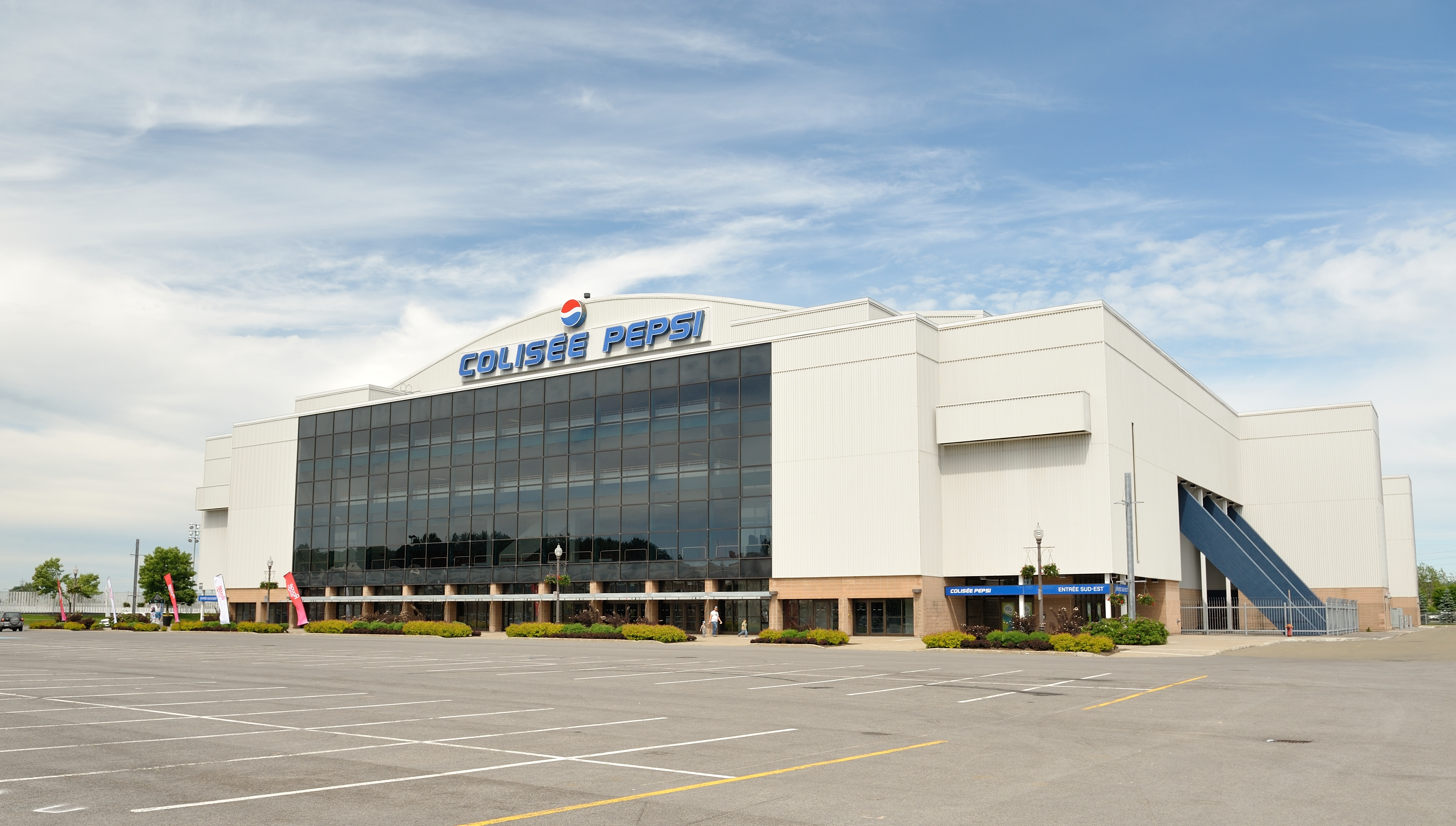
Hala Colisée Pepsi

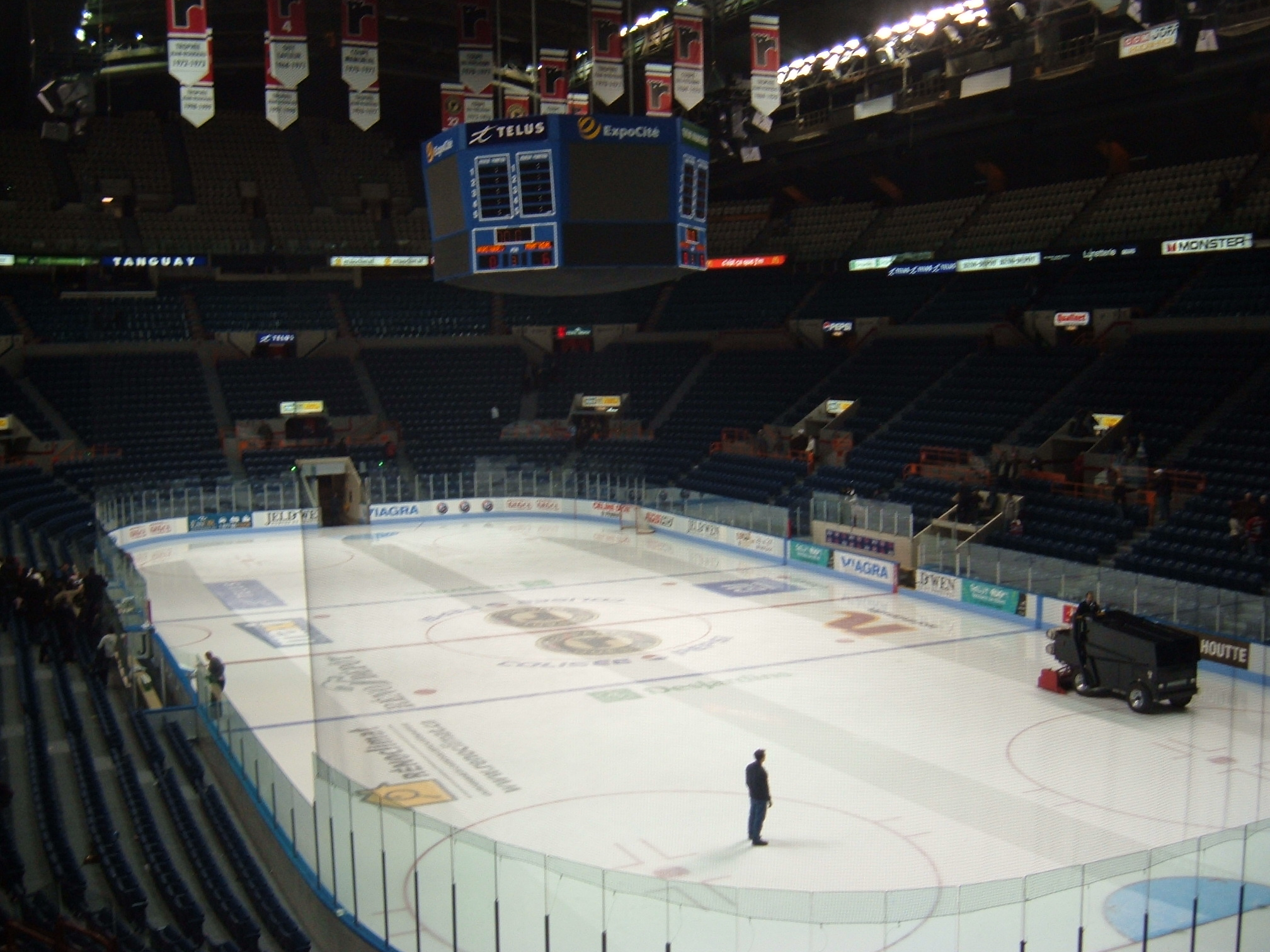
Wnętrze obiektu lodowiska

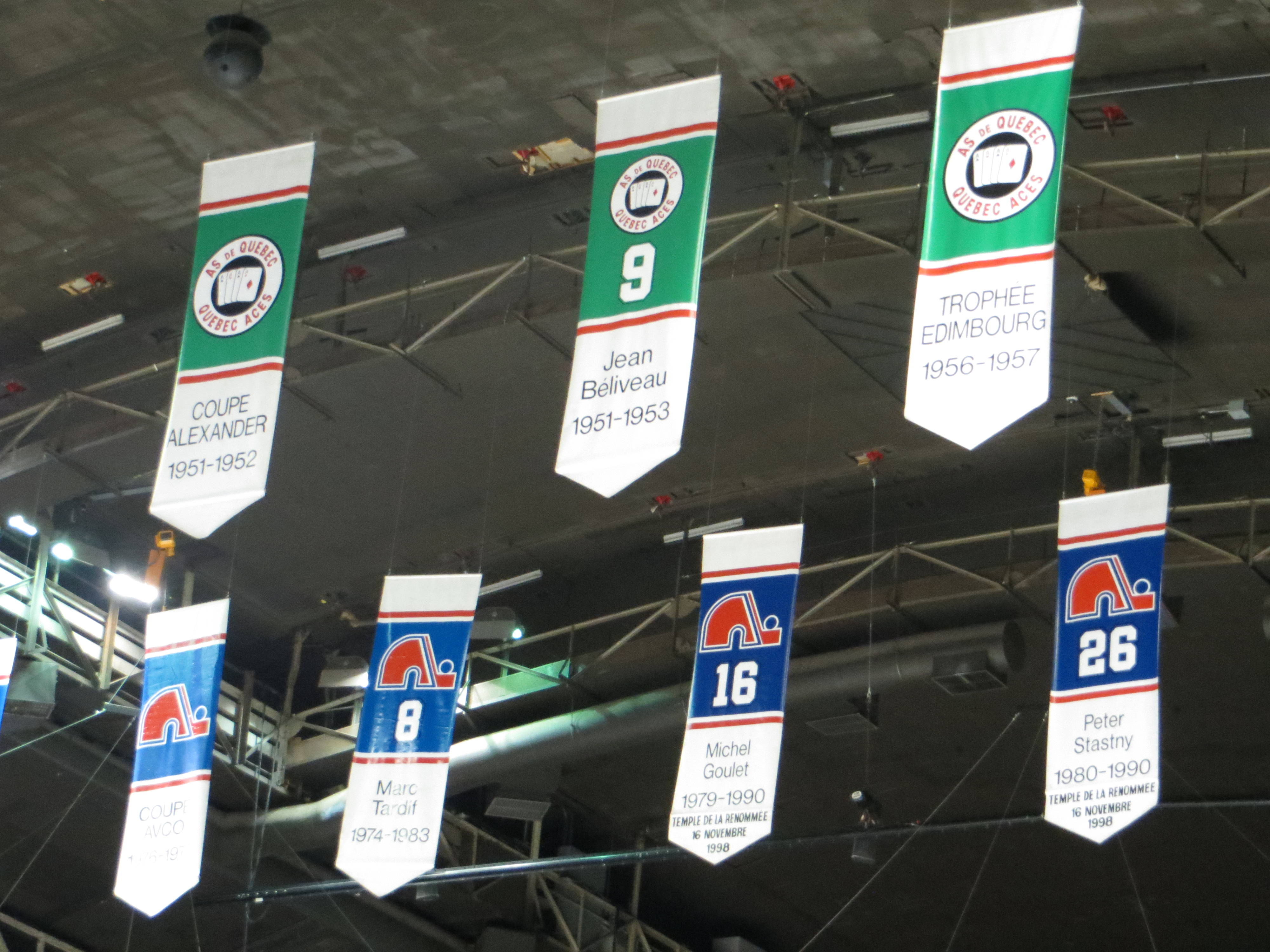
Zastrzeżone numer graczy klubu

Klub powstał w 1972 roku i jego zespół przez osiem lat uczestniczył w rozgrywkach World Hockey Association (WHA) (1972–1979). W lidze klub dwukrotnie zajął pierwsze miejsce w swojej dywizji. Po likwidacji rozgrywek cztery najlepsze drużyny WHA, w tym Nordiques, zostały przeniesione do National Hockey League (NHL).
Łącznie zespół występował w 16 edycjach NHL od sezonu 1979/1980 do 1994/1995. W tym czasie 9 razy grał w fazie play-off. W ostatnim sezonie, na wiosnę 1995 roku drużyna uległa New York Rangers w ćwierćfinale konferencji i odpadł w play-off. Wówczas właściciel klubu sprzedał go grupie inwestorów z amerykańskiego miasta Denver. Nowi właściciele przenieśli zespół do tego miasta i zmienili jego nazwę na Colorado Avalanche.

## Sukcesy
- Mistrz dywizji WHA: 1975, 1977
- Mistrz dywizji NHL: 1986, 1995

## Zawodnicy
| - Jean-Guy Gendron 1972–1974 - Michel Parizeau 1974–1976 - Marc Tardif 1976–1981 - Robbie Ftorek 1981 - Andre Dupont 1981–1982 - Mario Marois 1982–1985 - Peter Šťastný 1985–1990 - Steven Finn i Joe Sakic 1990–1991 - Mike Hough 1991–1992 - Joe Sakic 1992–1995 |  | - Michel Goulet - Guy Lafleur - Joe Sakic - Peter Šťastný - Mats Sundin |  | - 3 – J.C. Tremblay - 8 – Marc Tardif - 16 – Michel Goulet - 26 – Peter Šťastný |

### Numery 1 draftu NHL
W drafcie NHL klub wybierał zawodników z numerem 1:
- 1989 – Mats Sundin
- 1990 – Owen Nolan
- 1991 – Eric Lindros